# Holdorf (Mecklenburg)
Holdorf település Németországban, Mecklenburg-Elő-Pomeránia tartományban. Lakosainak száma 410 fő (2023. december 31.).

## Népesség
A település népességének változása:
| Lakosok száma | 402  | 407  | 399  | 405  | 410  |
|               | 2017 | 2019 | 2021 | 2022 | 2023 |